# Mont Tamborine
Le mont Tamborine (Tamborine Mountain en anglais) est un plateau de 28 km2 (environ 8 km de long sur 4 km de large), d'une altitude moyenne de 525 m, situé dans la région de la Scenic Rim, à l'ouest de la Gold Coast, dans le Sud-Est du Queensland, en Australie. Son nom est d'origine autochtone et n'a rien à voir avec l'instrument de musique.
L'occupation humaine sur le plateau est centrée sur trois localités : North Tamborine (en), Eagle Heights (en) et Mount Tamborine (en), avec une population d'environ 6 500 personnes en tout. Le plateau est classé en zone agricole, avec les restrictions qui interdisent le partage de propriétés. Il n'y a pas de distribution d'eau ou de réseau d'égouts et les habitants sont tributaires de l'eau de pluie, des forages et des fosses septiques. Beaucoup de résidents vont travailler sur la Gold Coast ou à Brisbane.

## Géographie

### Géologie
L'origine géologique du plateau est une coulée de lave provenant d'une éruption volcanique du mont Warning il y a 22 millions d'années. Il se situe au nord-est de la Scenic Rim, un groupe de montagnes du sud-est du Queensland.

### Climat
Le climat est subtropical, avec des précipitations annuelles de 1 600 mm qui tombent principalement entre décembre et mars. Les températures maximales varient entre 18 °C en hiver et 32 °C en été, en moyenne quatre ou cinq degrés de moins que dans les plaines environnantes. Avec son sol volcanique fertile et ses fortes précipitations, le plateau produit des avocats, kiwis, fruits de la passion, rhubarbe, pommes et mangues. Avec son climat doux et ses paysages spectaculaires, ainsi que la proximité de Brisbane, la Gold Coast et Surfers Paradise, c'est une destination touristique majeure.

## Histoire

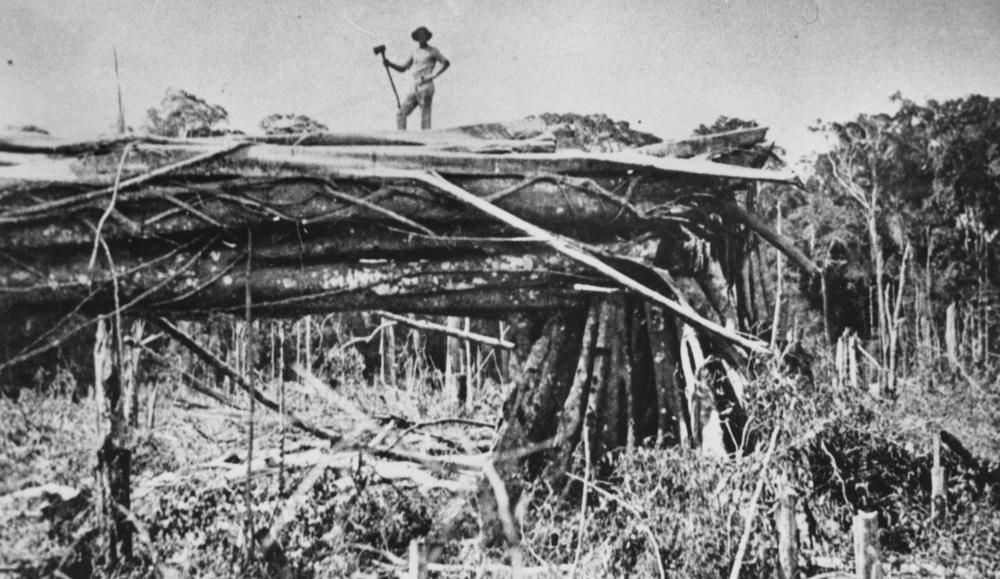
Déforestation d'une parcelle de jungle du mont Tamborine, 1912.

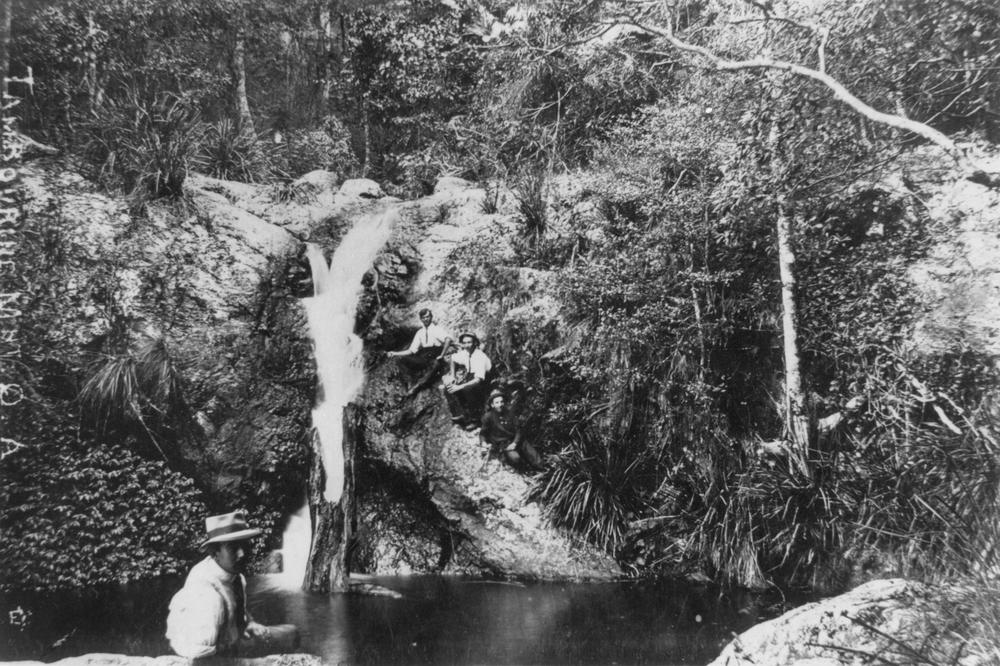
Chute de Cedar Creek, en 1917

Il est habité par les Aborigènes depuis des dizaines de milliers d'années et a été le territoire des Wangerriburras. Jusqu'à ce qu'il soit autorisé à une mise en valeur agricole en 1875, il était couvert d'une forêt tropicale primaire. 
Cette année 1875, le premier colon blanc, John O'Callaghan, exploita une parcelle de terrain sur la montagne. Beaucoup de zones furent déforestées pour l'agriculture même si des efforts ont ensuite été déployés pour protéger les sites naturels de la région, comme le parc national des Witches Falls (qui fait maintenant partie du parc national Tamborine) ouvert en 1908, le premier parc national du Queensland. Le Parc national Tamborine est composé de 12 parcelles distinctes de terre, principalement de restes de forêt tropicale, sur le plateau et les contreforts environnants. Une route touristique permettant d'accéder au plateau a été ouverte en 1924.

## Sentiers de randonnée
Tamborine est bien connu pour ses sentiers de randonnées qui serpentent dans la forêt tropicale et parfois dominent des falaises ou des cascades. Les plus connues sont le Curtis Falls rainforest track et le Knoll, mais il en existe d'autres. Les sentiers sont principalement parcourus par les touristes, bien que les gens qui ont vécu un certain temps sur le plateau peuvent y retourner de temps en temps.

## Source
- (en) Cet article est partiellement ou en totalité issu de l’article de Wikipédia en anglais intitulé « Tamborine Mountain » (voir la liste des auteurs).